# Franz Theremin

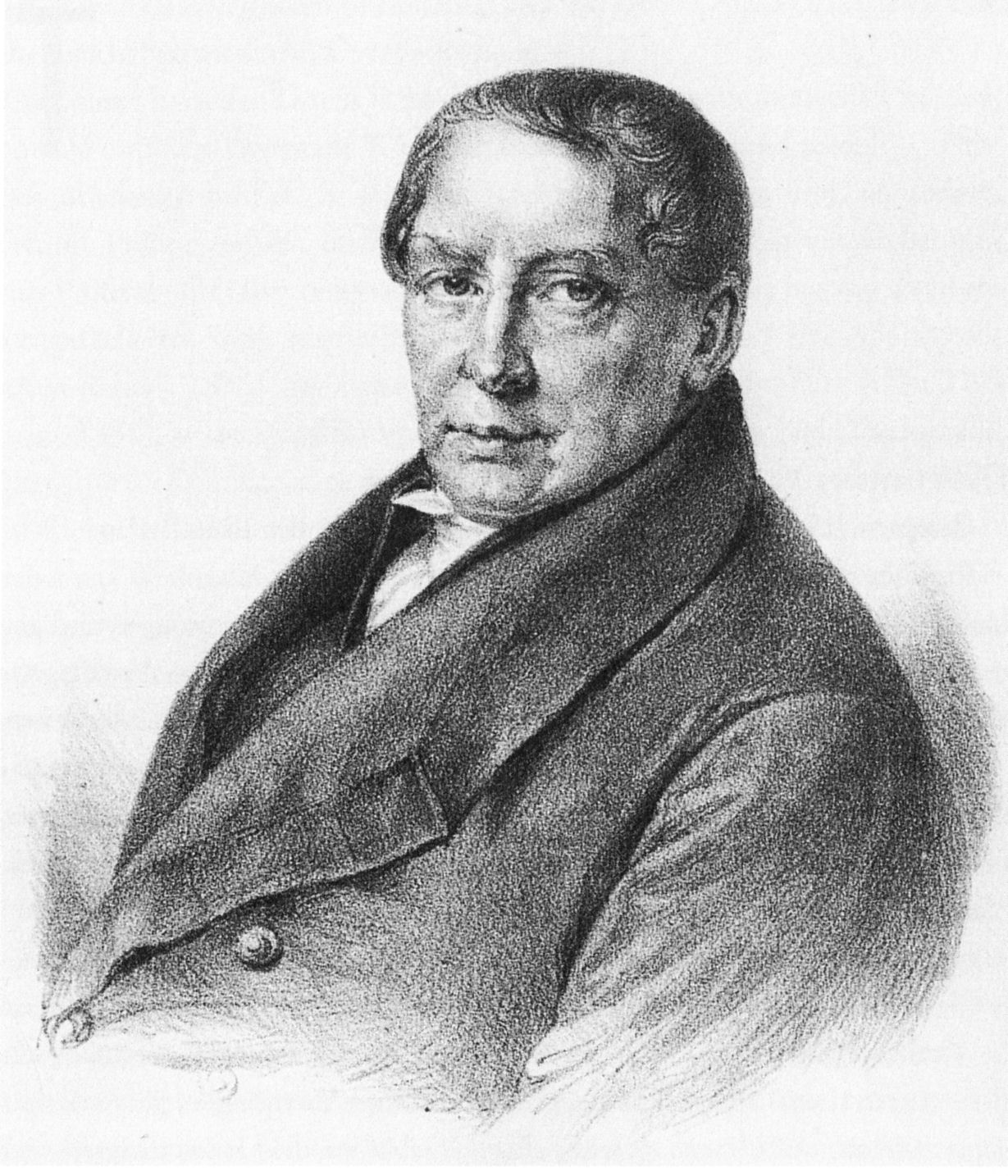
Franz Theremin

Ludwig Friedrich Franz Theremin (* 19. März 1780 in Gramzow; † 26. September 1846 in Berlin) war ein deutscher evangelischer Theologe.

## Leben
Theremin entstammte einer alten französischen Hugenottenpredigerfamilie, die nach dem Edikt von Fontainebleau nach Preußen floh. Die Familie Theremin stellte eine ganze Reihe hugenottischer Geistlicher deren Ahnherr Chepas Theremin 1545 in Genf noch von Calvin persönlich ordiniert wurde. Der Vater David Louis Theremin (* 30. Juni 1743; † 1827) war Pastor in Gramzow, Neustadt und Stettin.
Sein Abitur absolvierte er am Französischen Gymnasium in Berlin und ging danach nach Halle, wo er Theologie und Philologie studierte. Früh entdeckte er bereits seine Liebe zur Literatur. Seine Vorbilder waren dabei vor allem Sallust und Klopstock. Nach dem Abschluss seines Studiums hielt er sich in Genf auf, wo er zum Pfarrer ordiniert wurde und verbrachte anschließend einige Zeit in Paris. Dort entwickelte er seine ersten Theorien zur Beredsamkeit, die später ein Hauptbestandteil seines Gesamtwerks werden sollten. 1810 wurde er zum Prediger der französischen Gemeinde in Berlin berufen und 1814 dann Dom- und Hofprediger. Durch seine gute Rhetorik und seine klugen Gedanken schaffte es Theremin, in dieser Funktion viele Gemeindemitglieder zu beeindrucken und an sich zu binden. Die Nachfrage nach seinen Predigten war so groß, dass sie alle in schriftlicher Form veröffentlicht und noch einige Jahrzehnte nach seinem Tod in ganz Deutschland gelesen wurden. 1824 ernannte man Theremin zum Oberkonsistorialrat im Kultusministerium und die Universität Greifswald verlieh ihm die theologische Doktorwürde. 1839 folgte schließlich die Beförderung zum wirklichen Oberkonsistorialrat und Theremin wurde zum außerordentlichen Professor ernannt. Ein Jahr später war er ordentlicher Honorarprofessor an der Universität Berlin. Seine letzten Jahre waren geprägt von Einsamkeit und der Angst zu erblinden. Bereits 1826 war seine Frau, die er zwölf Jahre zuvor geheiratet hatte, verschieden und Theremin musste sich fortan alleine um die Erziehung seiner beiden Kinder bemühen. 1846 verstarb er nach einer kurzen und heftigen Unterleibserkrankung und wurde auf dem Alten Domfriedhof an der Liesenstraße bestattet.

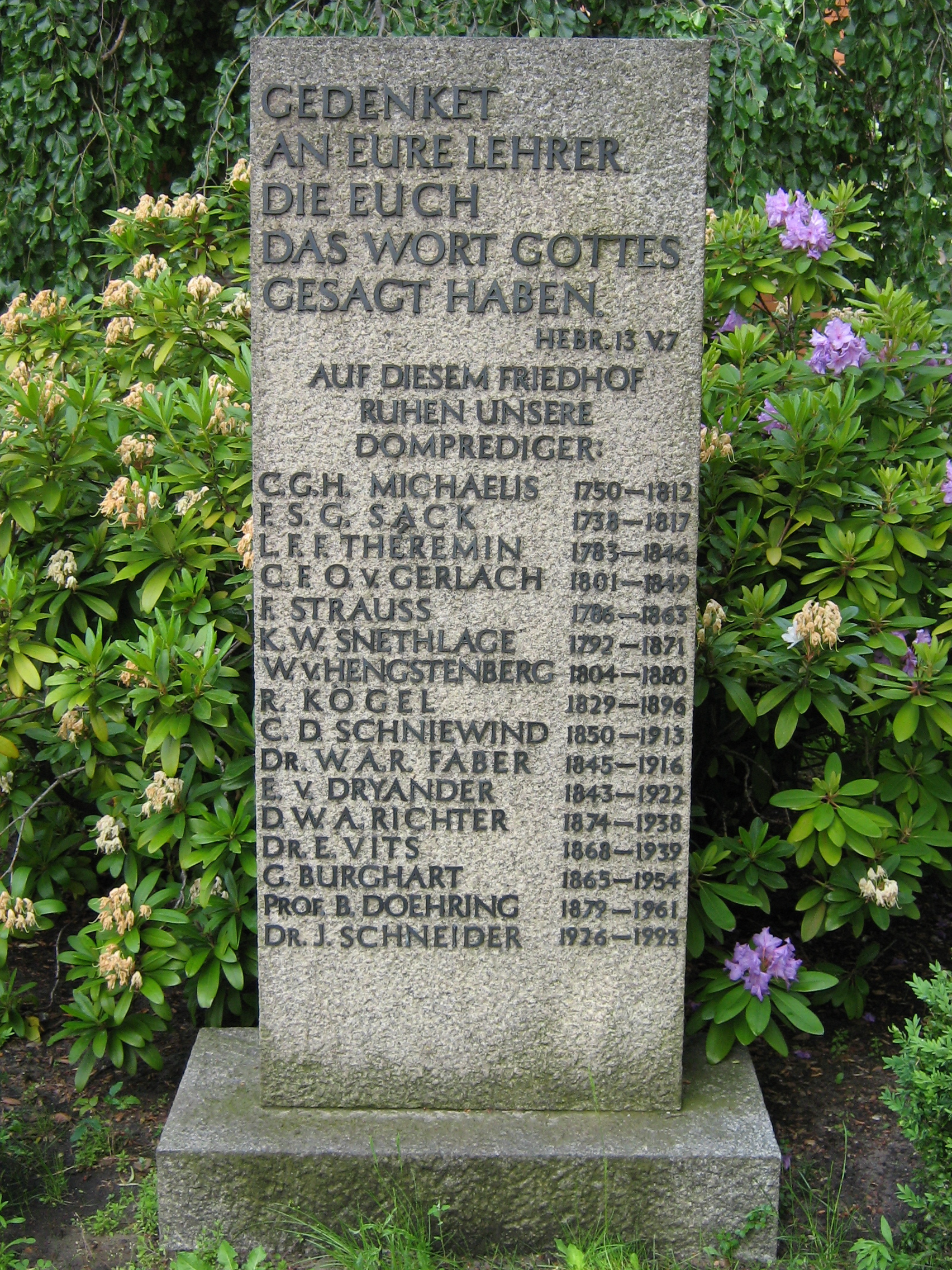
Gedenkstein auf dem Berliner Domfriedhof II

Geistig fühlte sich Franz Theremin sein Leben lang am meisten mit den Romantikern verwandt. Hielt er mit den führenden Theologen seiner Zeit, beispielsweise mit Friedrich Schleiermacher, erstaunlicherweise eher wenig Kontakt, so fühlte er sich zu den Literaten umso mehr hingezogen. Theremin gehörte zu den Gründungsmitgliedern des Nordsternbunds und verkehrte mit Persönlichkeiten wie Adelbert von Chamisso und Friedrich de la Motte Fouqué. Im Salon der Sophie Sander, mit der er kurzzeitig ein Liebesverhältnis hatte, hielt er sich häufig auf und war somit in das literarische Berlin vollständig integriert. Seine eigenen Schriften lassen den Einfluss der Romantischen Schule zum Teil deutlich erkennen. Dies ist vor allem in seinem bekanntesten Werk Abendstunden, einem lyrischen Erbauungsbuch, der Fall. Mit diesem vielfach verlegten Buch verschaffte sich Theremin endgültig auch Anerkennung als Dichter.

## Werke
- Die Beredsamkeit, eine Tugend (1814; 2., verbesserte Auflage 1837), 2. Auflage 1837
- Kreuz Christi (1817–1841)
- Die Lehre vom göttlichen Reich (1823)
- Adalbert’s Bekenntnisse (1828)
- Zeugnisse von Christo in bewegter Zeit (1830)
- Abendstunden (1833–1839)
- Demosthenes und Massillon, ein Beitrag zur Geschichte der Beredsamkeit (1845)
- Hebräische Gesänge von George Gordon Byron Übersetzung 1820 Digitalisat